# Un roi Lear des steppes
Un roi Lear des steppes est une nouvelle d'Ivan Tourgueniev parue en 1870.

## Résumé
La nouvelle retrace l’histoire d’un colosse russe racontée par le fils de sa voisine qui a quinze ans.
Martin Petrovitch Kharlov, propriétaire d'un domaine, est une force de la nature. Il y a fort longtemps, il a sauvé la vie de la mère de l’auteur en retenant de ses propres mains son chariot qui tombait dans un ravin. Depuis lors, cette dernière l’a pris sous sa protection et lui donne beaucoup de conseils avisés, car, s’il est fort, il n’est pas très malin, sait à peine lire et écrire. Sa bienfaitrice, comme il la surnomme, ira jusqu’à lui trouver une femme.
Tout en lui est grand : il a une voix tonitruante, un appétit de Pantagruel, des mains gigantesques, une odeur d’homme des bois, et il fait régner l’ordre dans son petit domaine.
Craignant l’arrivée prochaine de la mort, il partage ses biens entre sa fille aînée Anne, mariée à un gredin, et sa cadette, sa préférée Eulampie. Mal lui en prend, car son gendre le traite mal et lui fait affront sur affront avec le consentement de ses filles. Plus grave encore, on comprend à demi-mot que le gendre est devenu l’amant de sa belle-sœur Eulampie. On supprime sa chambre au vieil homme : c’est l'affront de trop ! Dans un accès de fureur, il détruit de sa main sa maison et meurt quand un mur lui tombe dessus.
On l’enterre. Eulampie quitte la maison avec un peu d’argent, car « Anne a racheté son mari. »
Quinze années ont passé. La mère de l’auteur est morte et l’auteur revient sur ses terres. Il rencontre Anne, devenue veuve avec trois enfants, qui gère très bien son petit domaine. Il rencontre aussi Eulampie non loin du monastère où elle est pénitente, mais en ayant conservé son regard toujours aussi dominateur.

## Édition française
- Un roi Lear des steppes, traduction d'Henri Mongault, revue par Édith Scherrer, Éditions Gallimard, Bibliothèque de la Pléiade, 1986  (ISBN 978 2 07 010980 7).
- Le Roi Lear des steppes, traduction par Nastasia Dahuron et Anne Godart-Marchal, préface, notes et commentaires d’Olga Gortchanina, Stock, La Cosmopolite, 2018  (ISBN 978-2-234-08578-7).